# Норберт Бурґмюллер
Август Йозеф Норберт Бурґмюллер (нім. August Joseph Norbert Burgmüller; 8 лютого 1810, Дюссельдорф — 7 травня 1836, Аахен) — німецький композитор і піаніст.

## Біографія
Норберт Бурґмюллер народився в родині композитора і диригента Фрідріха Августа Бурґмюллера, від якого і отримав перші уроки музики, і співачки та піаніста Анни Терези Фрідеріки фон Цандт. Старшим братом Норберта був композитор Фрідріх Бурґмюллер. Після смерті батька в 1824 році покровителем юнака став граф Франц фон Нессельроде-Ересхофен, яки поселив його у своєму маєтку поблизу Касселя. За фінансової підтримки графа Бурґмюллер отримав гарну музичну освіту; серед його вчителів були Йозеф Крейцер, Моріц Гауптман і Луї Шпор.
В кінці 1820-х Бурґмюллер часто виступав як піаніст, а в січні 1830 року дебютував і як композитор, виконавши власний Концерт для фортепіано з оркестром. Він заручився з Софією Роланд, але в 1830 році їх відносини закінчилися, що засмутило Норберта. Наступного року він повернувся в Дюссельдорф до матері, сподіваючись знайти там викладацьку роботу, але це йому не вдалося. У нього проявилися ознаки епілепсії, він почав пити, вів усамітнений спосіб життя, спілкуючись тільки з найближчими друзями, серед яких був поет Крістіан Граббе.
У 1834 році Бурґмюллер познайомився з Мендельсоном, який схвально відгукнувся про його музику і виконував на своїх концертах його Симфонію № 1 і Фортепіанний концерт. Композитор заручився з Жозефіною Коллін, але ці відносини також закінчилися. Після від'їзду Мендельсона в Лейпциг в 1835 році фінансове і суспільне становище Бурґмюллера залишилося нестабільним, і він виношував плани поїхати в Париж, де в той час вже жив і працював його брат. Цим планам не судилося здійснитися: в 1836 році, перебуваючи на курорті в Аахені, Бурґмюллер потонув під час чергового епілептичного нападу.
На ранню смерть Бурґмюллера відгукнувся Роберт Шуман, який написав некролог в «Новій музичній газеті», де сказав, що це найбільша втрата для музики з часів смерті Франца Шуберта. Мендельсон написав пам'яті Бурґмюллера Траурний марш, тв. 103, під звуки якого його було поховано на кладовищі Гольцхайм в Дюссельдорфі. На початку XX століття могила композитора перенесена на Північне кладовище.

## Творча спадщина
Передчасна смерть та дуже коротка творча кар'єра не дозволила композитору розкрити свій талант в повній мірі. Проте в його музиці чітко простежується розвиток індивідуального стилю. Найбільш ранні твори Бурґмюллера — струнні квартети тв. 4 і тв. 7, романтичні за духом — зазнали впливу Шпора; в написаних пізніше піснях проявилася ясність викладу, яка більш властива класицизму. Фортепіанний концерт, написаний в дуже рідкісній на той час для сольного концерту тональності фа-дієз мінор, відзначається масштабністю форми і нестандартною оркестровкою (наприклад, в повільній другій частині велика сольна партія довірена віолончелі в оркестрі, фактично виводячи її на рівень другого соліста).
З двох симфоній Бурґмюллера була завершена тільки перша, у другій не закінчено фінал, в якому автор написав тільки 58 тактів. Шуман під час свого перебування в Дюссельдорфі збирався завершити цю симфонію, але так і не здійснив свої наміри.
Незабаром після смерті Бурґмюллера його твори були майже забуті. Більшість з них було вперше видано тільки в другій половині XIX століття, а справжнє відродження його музики почалося тільки з 1986 року, коли відзначалося 150-річчя з часу його смерті.
У Дюссельдорфі створено Товариство Норберта Бурґмюллера.

### Основні твори
Для оркестру
- Концерт для фортепіано з оркестром fis-moll, тв. 1 (1828-29)
- Симфонія № 1 c-moll, тв. 2 (1831-33)
- Симфонія № 2 D-dur, тв. 11 (1834-35, не закінчена)
- Увертюра f-moll, тв. 5 (1825)
- Чотири антракти, тв. 17 (1827-28)

Камерна музика
- Чотири струнних квартети (d-moll, тв. 4, 1825; d-moll, тв. 7, 1825-26; As-dur, тв. 9, 1826; a-moll, тв. 14, 1835)
- Дует для кларнета і фортепіано Es-dur, тв. 15 (1834)

Музика для фортепіано
- Соната f-moll, тв. 8 (1826)
- Вальс Es-dur (1827)
- Полонез F-dur, тв. 16 (1832)
- Рапсодія h-moll, тв. 13 (1834)
- Мазурка Es-dur

Вокальна музика
- Фрагмент незакінченої опери «Діоніс» (1832-34)
- 23 пісні для голосу і фортепіано